# GO FOR IT, BABY -記憶的山脈-
《GO FOR IT, BABY -記憶的山脈-》（日語：GO FOR IT, BABY -キオクの山脈-）是B'z第50张单曲。

## 簡介
- 與上一張單曲《Don't Wanna Lie》相隔十個月的新作，2012年的第一張發行的單曲
- 本單曲將分為通常盤與初回限定盤兩種，初回限定盤內附贈的DVD收錄了主打歌「GO FOR IT, BABY -記憶的山脈-」的PV，以及於2011年9月28日在SHIBUYA-AX舉行的「PEPSI NEX presents B'z 1DAY LIVE at SHIBUYA-AX」中演唱的其中三首歌的影像
- 主打歌「GO FOR IT, BABY -記憶的山脈-」是「百事可樂」旗下清涼飲料「Pepsi NEX」的廣告歌
- 延續上一首單曲，獲得Oricon Chart首週第一
- 最終銷量約18.7萬張。

## 製作人員
- 松本孝弘：吉他・全曲作曲・編曲
- 稻葉浩志：主唱・全曲作詞・編曲
- ：鼓
- Barry Sparks（英语：Barry Sparks）：貝斯
- 寺地秀行：全曲編曲

## 收錄曲

### CD
1. GO FOR IT, BABY -記憶的山脈-（GO FOR IT, BABY -キオクの山脈-，4:40）
為自己有份出演的廣告「Pepsi NEX -GO FOR IT!-」所寫的歌曲。在歌曲中段的音樂獨奏中，松本負責了演唱。自第十張專輯《Brotherhood》收錄的以來是首張松本主唱歌曲中有歌詞的部分的單曲。
2. 微火（4:13）
3. 流星面具（流星マスク，3:16）

### DVD（初回限定）
1. 「GO FOR IT, BABY -記憶的山脈-」 MUSIC VIDEO
2. PEPSI NEX presents B'z 1DAY LIVE at SHIBUYA-AX
  - 告別傷痕累累的日子
  - 一部分與全部
  - Liar! Liar!

## 主題曲
- 百事可樂「Pepsi NEX」廣告歌。（#1）